# Rhinophis drummondhayi
Rhinophis drummondhayi är en ormart som beskrevs av Wall 1921. Rhinophis drummondhayi ingår i släktet Rhinophis och familjen sköldsvansormar. Inga underarter finns listade i Catalogue of Life.
Arten förekommer i kulliga områden och låga bergstrakter i centrala Sri Lanka. Regionen ligger upp till 1220 meter över havet. Habitatet utgörs av fuktiga skogar och dessutom besöks jordbruksmark. Individerna gräver i det översta jordskiktet eller i lövskiktet. Honor lägger inga ägg utan föder levande ungar.
I området sker omfattande skogsavverkningar. Det är inte känt hur ormen påverkas av landskapsförändringarna. IUCN kategoriserar arten globalt som nära hotad.